# Centro di percussione
Il centro di percussione è il punto di un corpo rigido vincolato a ruotare attorno a un asse fisso in cui, se viene applicato un impulso perpendicolare al piano di rotazione, non si genera alcuna forza impulsiva nel vincolo. 
In tale punto, la combinazione del moto traslatorio del centro di massa e del moto rotatorio del corpo annulla la reazione impulsiva trasmessa all’asse.
Il concetto fisico viene spesso discusso nel contesto di mazze, racchette, porte, spade o altri corpi rigidi vincolati.
Lo stesso punto è detto centro di oscillazione quando si considera il corpo come un pendolo composto (o fisico), ossia un corpo rigido che oscilla attorno a un asse fisso. 
In questo caso, un pendolo semplice con tutta la massa concentrata in quel punto avrebbe lo stesso periodo di oscillazione del corpo reale. 

## Spiegazione

Effetti di un urto su una trave sospesa. CP è il centro di percussione e CM è il centro di massa della trave.

Si consideri una trave rigida sospesa ad un filo tramite un elemento di fissaggio che può scorrere liberamente lungo il filo nel punto P, come mostrato in figura. 
Viene applicato un impulso orizzontiale da sinistra. 
Se tale impulso viene applicato al di sotto del centro di massa (CM) (immagine a sinistra), il corpo ruoterà in senso antiorario attorno al CM e quest'ultimo si sposterà verso destra. Il centro di percussione (CP) si trova al di sotto del CM. 
Se l'impulso è applicato al di sopra del CP, il moto traslazionale verso destra sarà maggiore del moto rotatorio verso sinistra in P, determinando uno spostamento iniziale netto del dispositivo verso destra. 
Se l'impulso viene applicato al di sotto del CP, si verificherà il fenomeno opposto: il moto rotatorio in P sarà maggiore del moto traslazionale e l'attrezzo si sposterà inizialmente verso sinistra. 
Solo se l'impulso cade esattamente sul CP le due componenti del moto si annulleranno, producendo un moto iniziale netto pari a zero nel punto P.
Quando il dispositivo scorrevole viene sostituito con un perno che non può muoversi né a sinistra né a destra, un impulso applicato in qualsiasi punto diverso dal CP provoca una forza reattiva iniziale sul perno.

## Calcolo del centro di percussione

### Caso generale
Si consideri il caso in cui, su una trave libera e rigida, un impulso {\displaystyle Fdt} venga applicato perpendicolarmente al piano di rotazione in un punto di impatto, definito come una distanza {\displaystyle b} dal centro di massa (CM).
La forza determina la variazione della velocità del CM, cioè {\displaystyle dv_{CM}} :
{\displaystyle F=M{\frac {dv_{CM}}{dt}},}
Dove {\displaystyle M} è la massa della trave.
Inoltre, la forza produce una coppia attorno al CM, che si traduce nella variazione della velocità angolare {\displaystyle \omega } della trave, cioè {\displaystyle d\omega } :
{\displaystyle Fb=I{\frac {d\omega }{dt}},}
Dove {\displaystyle I} è il momento di inerzia attorno al CM.
Per ogni punto P una distanza {\displaystyle p} sul lato opposto del CM rispetto al punto di impatto, la variazione di velocità del punto P è:
{\displaystyle dv_{net}=dv_{CM}-pd\omega .}
Pertanto, l'accelerazione in P dovuta al colpo impulsivo è:
{\displaystyle {\frac {dv_{net}}{dt}}=\left({\frac {1}{M}}-{\frac {pb}{I}}\right)F.}
Il centro di percussione (CP) è il punto in cui questa accelerazione è zero (cioè {\displaystyle {\tfrac {dv_{net}}{dt}}} = 0), mentre la forza è diversa da zero (cioè F ≠ 0). Quindi, al centro della percussione, la condizione è:
{\displaystyle {\frac {1}{M}}-{\frac {pb}{I}}=0.}
Pertanto, il CP si trova ad una distanza dal CM, data da:
{\displaystyle b={\frac {I}{pM}}.}
Si noti che P, l'asse di rotazione, non deve trovarsi necessariamente all'estremità della trave, ma può essere scelto a qualsiasi distanza {\displaystyle p} .
La lunghezza {\displaystyle b+p} definisce anche il centro di oscillazione di un pendolo fisico, cioè la posizione della massa di un pendolo semplice che ha lo stesso periodo del pendolo fisico. 

### Centro di percussione di una trave uniforme
Per il caso specifico di una trave di densità uniforme (omogenea) di lunghezza {\displaystyle L}, il momento di inerzia attorno al CM è:
{\displaystyle I={\frac {1}{12}}ML^{2}}
e per la rotazione attorno ad un vincolo all'estremità,
{\displaystyle p=L/2} .
Pertanto:
{\displaystyle b={\frac {L^{2}}{12p}}={\frac {1}{6}}L} .
Ne consegue che il CP è a 2/3 della lunghezza della trave {\displaystyle L} dall'estremità girevole.

## Alcune applicazioni
Per esempio, una porta a battente fermata da un fermaporta posizionato a 2/3 della larghezza della porta svolgerà il suo compito con vibrazioni minime della porta perché l'estremità incernierata non è soggetta ad alcuna forza reattiva netta. (Questo punto è anche il nodo della seconda armonica vibrazionale, che riduce al minimo la vibrazione.)
Lo "sweet spot" di una mazza da baseball è generalmente definito come il punto in cui l'impatto è percepito al meglio dal battitore. 
Il centro di percussione definisce il punto in cui, se la mazza colpisce la palla e le mani del battitore si trovano nel punto del vincolo il battitore non avverte alcuna forza reattiva improvvisa. Tuttavia, poiché una mazza non è un oggetto rigido, anche le vibrazioni prodotte dall'impatto giocano un ruolo. 
Inoltre, il punto di rotazione dello swing potrebbe non trovarsi nel punto in cui si trovano le mani del battitore.
La ricerca ha dimostrato che il meccanismo fisico dominante nel determinare dove si trova il punto ottimale deriva dalla posizione dei nodi nelle modalità vibrazionali della mazza, non dalla posizione del centro di percussione. 
Il concetto di centro di percussione può essere applicato alle spade . Essendo oggetti flessibili, il "punto ottimale" per tali armi da taglio dipende non solo dal centro di percussione ma anche dalle caratteristiche di flessione e vibrazione.  

## Riferimenti
1. ↑   Physics and Acoustics of Baseball & Softball Bats,  http://www.kettering.edu/~drussell/bats-new/cop.html.
2. ↑   vol. 72, 2004, Bibcode:2004AmJPh..72..622C, DOI:10.1119/1.1634965,  http://www.physics.usyd.edu.au/~cross/PUBLICATIONS/26.%20COPHandHeld.PDF.
3. ↑   thearma.org,  http://www.thearma.org/spotlight/GTA/motions_and_impacts.htm.
4. ↑   hroarr.com, 2014,  https://hroarr.com/article/concerning-the-dynamics-of-swords/.